# 朝霧の巫女
『朝霧の巫女』（あさぎりのみこ）は、宇河弘樹の漫画。副題は「平成稲生物怪録」。『ヤングキングアワーズ』（少年画報社）に2000年3月号から2007年8月号まで連載された。連載終了後も執筆は続行されており、単行本は全9巻で完結となった。
テレビアニメ化され2002年（平成14年）7月から同年12月までテレビ東京のアニメ番組枠「熱血電波倶楽部」内で、『陸上防衛隊まおちゃん』と共に放送された（後に一部の独立UHF局・新潟テレビ21でも放送された）。広島県三次市が舞台であるのにもかかわらず、当初は広島県内では放送されなかったが、2004年（平成16年）7月19日から中国放送（RCC。TBS系）にて1回2本、ほぼ毎日のペースで放送を行った。

## 物語
主人公の少年・天津忠尋は、母親の置き手紙によって、いとこである稗田三姉妹が住む広島県三次市に引っ越して来る。到着早々、天狗の面をつけた怪人（乱裁道宗）と彼が呼び出した化物に襲われるが、迎えに来ていた稗田三姉妹によって窮地を救われる。それから毎日、忠尋は化物に襲われる日々を過ごすことになり、やがてこの国の存亡に関わる戦いに巻き込まれていく。
一部登場人物は昭和霊異記3部作（『妖の寄る家』に収録）から登場している。

## 登場人物

### 天津家
天津 忠尋（あまつ ただひろ）
声 - 水島大宙
主人公。アルビノの外見を持つ少年。彼が母の置手紙によって、数年ぶりに広島県三次市を訪れたことで物語は幕を開ける。代々「審神者（さにわ）」の能力を受け継ぐ天津一族の末裔で、妖（あやかし）と朝廷、双方の注目を集めている。幼少より病弱で現在でも喘息の発作持ちである。妙に大人びた、とっつきにくい面がある。
天津 結実（あまつ ゆみ）
忠尋の母親。忠尋の存在に恐怖心を抱き、母親としての責務を放棄している。その反動もあって主君（日瑠子）に絶対の忠誠を捧げている。政府においては陰陽頭（おんみょうのかみ）の重職。平田篤瀧とは旧知の仲。稗田御幸の妹。
天津 忠寿（あまつ ただひさ）
忠尋の父親。猫又であるこまの血を受け継ぎ、その愛情を一身に受けて育つ。しかし成長するにつけ、自分の母が人間ではないことに人知れず苦悩していた。審神者として長らく目をつけていた山の勢力によってかどわかされ、「昭和霊崩壊」の引き金となる。その際に幽世に取り込まれ、死亡。
天津 忠明（あまつ ただあき）
声 - 井上和彦
忠尋の祖父。父に連れられ山を降り、稗田家に居候していたが、父を追う乱裁によって父と母を惨殺され、自身も「審神者」として片目と片腕を失い、天津彦根神を失った片腕に顕現させる。その後は自らの宿命を正しく理解し、それを受け入れた。青年時には骨董屋を営む傍ら拝み屋のような仕事を請負い、こまや花於などの妖を保護していた。畳の上で安らかに死んだ。
こま
声 - 堀江由衣
猫又の妖で、黒猫と若い人間の女性の姿を使い分ける。行き場のない自分を救った忠明を次第に愛するようになる。忠寿の母親。忠明から与えられた「括り」によって霊崩壊を生き延び、陰ながら忠尋を見守ってきた。かなりの親馬鹿でもある。天津の血筋にただならぬ執着を抱く。人間の時は愛煙家。
花於（はなお）
忠明に保護された下駄の付喪神。忠明の死後、こまと共に各地を転々とし、忠寿が産まれた後は彼を見守ってきた。しかし「昭和霊崩壊」の際に黄泉へ引きずり込まれる。幼少時の倉子とは非常に仲が良かった。

### 稗田家
猿女氏ゆかりで、巫女を輩出してきた一族。母親（御幸）と三姉妹は退魔師でもある。
稗田 柚子（ひえだ ゆず）
声 - 清水愛
稗田家三姉妹の次女で、忠尋の母方のいとこ。忠尋を尋（ヒロ）と呼び、恋心を抱いていることは父親以外の周囲公認であるが、なかなか素直になれない。巫女としての潜在能力は高いが、修行嫌いが祟っていま一つ実力を発揮し切れていない。「主上」の器となる「朝霧の巫女」として、山の勢力にその身を狙われている。
稗田 倉子（ひえだ くらこ）
声 - 林原めぐみ
稗田家三姉妹の長女。霞彩高校の教師で、稲生神社の巫女でもある。校内における妖達の跳梁に対抗して、「巫女委員会」を結成し、自ら顧問を努める。実際は日本政府組織の一員であり、忠尋の監視を任務としているが、親類としての情との間で苦悩している。平田とは学生時代に教師と生徒の関係だった模様。幼少時の花於との別離がトラウマとなり、「家族」に深い執着がある。愛車はマツダ・ロードスター(NB)。
稗田 珠（ひえだ たま）
声 - 長谷川静香
稗田家三姉妹の三女。しっかりもので少々おませ。
稗田 直範（ひえだ なおのり）
声 - 梅津秀行
稗田家家長。外から婿入りした、一般人。妻や娘達を溺愛している。妖との戦闘のとばっちりを受けることが多い。娘を溺愛するあまり居候の忠尋と度々衝突する。
稗田 御幸（ひえだ みゆき）
柚子たちの母親。出雲の巫女。稲生神社の宮司。かなり気さくで、子供じみている。こまや生前の忠寿、平田とは旧知の仲で、忠尋とこまを引き合わせる。陰陽寮ではかなり高い地位につき、妹（結実）を公私にわたって補佐する。自らの感情と理性にうまく折り合いをつけた、大人の性格。

### 日本政府
日瑠子（ひるこ）
この作品世界における天皇（女帝）。単行本第1巻時点では、綾宮という摂政がいる未成年（15歳）であるが、霊的な意味での国体の危機に臨む覚悟を決めており、公務もそつなくこなして国民の人気は高い。
平田 篤瀧（ひらた あつたき）
六波羅機関の戦闘要員。霞彩高校に教師として赴任してくる壮年の男性。豪放な性格で、忠尋の周囲をかき乱すと同時に、迷う彼に道を指し示す。倉子とは、かつて師弟関係にあった模様。馬の「冠月」をこよなく愛している。忠寿とは友人だが、内心では結実に横恋慕していた（今でも結実を気にかけているらしい）。自らの研究成果である、忠尋の審神者としての霊的クローン「神童」たちを使役する。山の勢力に対しては、冠月を駆って四四式騎銃や九四式拳銃を手に、自ら戦場で戦う。愛車はマツダ・RX-7（FD3S）。
斉藤（さいとう）
警視庁抜刀隊を率いる実働部隊長で、マッシュルームカットをした老人。十手を用い体術や符術に精通した、相当の実力者。質実剛健な老将だが、ひょうきん。昭和霊崩壊時にも医者に扮して忠寿らと接触し、「主上」による現世復古を防いでいる。

### 巫女委員会
力石 征子（りきいし せいこ）
声 - 茂呂田かおる
巫女委員会の一員。男前な性格。柚子の親友であり、忠尋にうまく接せない彼女を励ますこともある。
百合草 千佳（ゆりくさ ちか）
声 - 加藤奈々絵
巫女委員会の一員。幼い外見とは裏腹に毒舌家。
岬原 いずみ（みさきばら いずみ）
声 - 神田理江
巫女委員会の一員。眼鏡っ子。オカルトマニアで、小柄な女の子が好き。
御堂 志津歌（みどう しづか）
声 - 大原さやか
巫女委員会の一員。実家はお金持ち。おっとりした天然だが、本気で怒るととても怖い。平田から神子を一人奪い取った。

### その他の登場人物
楠木 正志（くすのき まさし）
声 - 置鮎龍太郎
忠尋の同級生で友人。その正体は乱裁道宗。自らの使命の為に忠尋に干渉するが、逆に情が生まれる。
乱裁 道宗（あやたち みちむね）
声 - 置鮎龍太郎
古くから天津一族に干渉している「山の民」。天狗の面を付け古刀を振るう。化け物（魍魎）を召喚して忠尋を襲わせ、地面に姿を消すなど超常的な力も操る。その正体は楠木正成。湊川の戦いに際して自害する際に「主上」と契約。記憶を持ったまま転生し続け、仕えることとなった。
熊沢 菊里（くまざわ くくり）
声 - 西村ちなみ
乱裁道宗とともに「主上」に仕える少女。「山の民」最後の「朝霧の巫女」。「主上」の依り代として霞彩高校に転校して来る。正体は楠木正季。妹が男装していた。正成と刺し違える形で自害した際、兄とともに「主上」と契約し、死と転生を繰り返しながら仕え続けている。兄を一途に慕いつづける。
主上（しゅじょう）
乱裁や妖たちの長。ある目的のために天津一族の審神者の能力に注目し、古くから何度も干渉してきた。その正体はスサノオ。かつて南北朝時代には後醍醐天皇に憑依していた。

## 単行本
- 第1巻 2001年（平成13年）3月刊行 ISBN 4-7859-2060-2
- 第2巻 2001年（平成13年）9月刊行 ISBN 4-7859-2122-6
- 第3巻 2002年（平成14年）7月刊行 ISBN 4-7859-2206-0
- 第4巻 2004年（平成16年）1月刊行 ISBN 4-7859-2389-X
- 第5巻 2007年（平成19年）12月刊行 ISBN 978-4-7859-2896-4
- 第6巻 2009年（平成21年）12月刊行 ISBN 978-4-7859-3286-2
- 第7巻 2011年（平成23年）1月刊行 ISBN 978-4-7859-3558-0
- 第8巻 2012年（平成24年）5月刊行 ISBN 978-4-7859-3853-6
- 第9巻 2013年（平成25年）4月刊行 ISBN 978-4-7859-4010-2

## アニメ版
全26話。オープニング、エンディングを併せて一編が放送時間約15分のショートアニメ。
連載初期（単行本第3巻刊行時点）に制作されたのでストーリーを完結させるために、乱裁道宗が仕える主として禍津日神「ヤガレナ」が設定されるなど、登場キャラクターの背景や性格が漫画本編とは異なるオリジナル要素が強い。

### 登場人物（アニメ）
原作登場キャラクターは、主に原作からの変更点を記す。
天津 忠尋（あまつ ただひろ）
声 - 水島大宙
主人公だが、アニメ版では巫女委員会の面々に活躍の場を取られ気味。だが、終盤では国産み前の混沌へと世界を戻そうと画策するヤガレナに挑む。
天津 忠明（あまつ ただあき）
声 - 井上和彦
アニメ版では戦前までは『妖の寄る家』までと同じであるが、第二次世界大戦後に乱裁と戦って敗れ、こまに看取られて「審神者の力を欲する邪神に力を渡さなかった」と告げ、息を引き取っている。
稗田 柚子（ひえだ ゆず）
声 - 清水愛
稗田家三姉妹の次女。アニメ版では忠尋よりも主人公ポジションにある。先鉾舞鈴を用いて「光熱白射」なる技を使う。終盤、幽世からの原初の霧に飲み込まれ、ヤガレナの依り代となるが、忠尋に救い出される。
こま
声 - 堀江由衣
猫又の妖。アニメ版では無事に生き延びている。

#### アニメ版巫女委員会
アニメ版では龍などの怪物を柚子抜きで殲滅するなど、派手な神術を使う戦闘集団としての面が強調されている。
力石 征子（りきいし せいこ）
声 - 茂呂田かおる
巫女委員会の一員。アニメ版では旗（鉾）を武器とする。
百合草 千佳（ゆりくさ ちか）
声 - 加藤奈々絵
巫女委員会の一員。アニメ版では成績が悪い。榊を武器に相手の力を弾き返す。
岬原 いずみ（さきばら いずみ）
声 - 神田理江
巫女委員会の一員。眼鏡っ子。オカルトマニアで自分のサイトを立ち上げていた。呪符使い。
御堂 志津歌（みどう しづか）
声 - 大原さやか
巫女委員会の一員。檜扇を武器に風を巻き起こす。

#### ヤガレナ関係者
世を混沌へと戻し、新たなる国産みを成就させるべく暗躍するヤガレナの手下。
アニメオリジナルの黄昏の巫女は強力な闇の神術を使い、『黄昏の手鞠歌』などの劇中歌も有していた。
乱裁 道宗（あやたち みちむね）/楠木 正志（くすのき まさし）
声 - 置鮎龍太郎
アニメ版ではヤガレナに仕えるために永遠の生を与えられた下僕。世の中を幽世に沈めて「死」を得ようとしていた。
アニメ制作は第24話が発表される以前ゆえ、楠木正成であったとの過去や菊里と兄妹であったとの設定はない。
白山 菊里（しらやま くくり）
声 - 西村ちなみ
アニメ版では菊理媛神の別名である白山姓。ヤガレナに仕える黄昏の巫女にして仮の依り代。ドジッ子属性が付いており、そのせいで失敗も多い。
浜路 瑞穂（はまじ みずほ）
声 - 浅野まゆみ
アニメオリジナルキャラクター。黄昏の巫女が一人。羽子板の付喪神であったが乱裁に救い出され配下となる。黄泉比良坂で曲玉に封印された乱裁を救うべく、浦波と共に我が身を犠牲にして封印を解く。
浦波 雪絵（うらなみ ゆきえ）
声 - 佐々木瑶子
アニメオリジナルキャラクター。黄昏の巫女が一人。羽根の付喪神であったが乱裁に救い出され配下となる。浜路同様、乱裁を救うべく、我が身を犠牲にして封印を解く。
ヤガレナ
声 - 西村ちなみ/清水愛
日本神話に記されることがなかった禍津日神。アニメ版の敵として設定された。菊里や柚子のような依り代が無いと現世へ降臨が出来ない。

### スタッフ
- 監督 - 森山雄治
- 構成 - 月村了衛
- キャラクターデザイン - 中本尚子
- 妖怪デザイン - もりやまゆうじ
- 美術監督 - 小坂部直子
- 色彩設定 - 鍋島佳寿子
- 撮影監督 - 山越康司
- 編集 - 小島俊彦
- 音響監督 - 渡辺淳
- 音楽 - 斉藤恒芳
- プロデューサー - 森山敦、川崎とも子
- アニメーション制作 - カオスプロジェクト、ガンジス
- 製作 - 巫女委員会

### 主題歌
オープニングテーマ「faint love」
歌 - 林原めぐみ
作詞 - MEGUMI / 作曲・編曲 - たかはしごう
エンディングテーマ
「KOIBUMI」（第1話 - 第24話）
歌 - 林原めぐみ
作詞 - MEGUMI / 作曲・編曲 - たかはしごう
「朝未き・夜渡り」（第26話）
歌 - 林原めぐみ
作詞 - MEGUMI / 作・編曲 - たかはしごう

### 挿入歌
「下町の太陽」（第18話）
歌 - 倍賞千恵子
作詞 - 横井弘 / 作曲・編曲 - 江口浩司

### 各話リスト
1話約12分。
| 話数       | サブタイトル   | 脚本       | 絵コンテ       | 演出       | 作画監督          |
| ---------- | -------------- | ---------- | -------------- | ---------- | ----------------- |
| 其之壱     | 巫女三姉妹見参 | 月村了衛   | もりやまゆうじ | 福本潔     | 中本尚子          |
| 其之二     | 入学式異変     | 月村了衛   | 福本潔         | 福本潔     | 吉本拓二          |
| 其之三     | 巫女委員会設立 | 月村了衛   | 吉田徹         | 吉田徹     | 中島美子          |
| 其之四     | 巫女委員募集中 | 月村了衛   | 坂田純一       | 福本潔     | 竹内進二          |
| 其之五     | 集結巫女委員会 | 月村了衛   | もりやまゆうじ | 元永慶太郎 | 名和宗則          |
| 其之六     | 巫女大修行     | 月村了衛   | 寺東克己       | 別所誠人   | 向田隆            |
| 其之七     | 巫術開眼       | 月村了衛   | 吉田徹         | 吉田徹     | 中本尚子 中島美子 |
| 其之八     | ヤガレナ       | 月村了衛   | 福本潔         | 福本潔     | 竹内進二          |
| 其之九     | 怪猫疾風       | 月村了衛   | もりやまゆうじ | 福本潔     | 吉本拓二          |
| 其之拾     | 巫女大合宿     | 長谷川勝己 | 平塚住雄       | 石倉賢一   | 柾木犬一          |
| 其之拾壱   | 灼熱恋愛指南   | 長谷川勝己 | 平塚住雄       | 石倉賢一   | 柾木犬一          |
| 其之拾弐   | 騒乱祭囃子     | 長谷川勝己 | 平塚住雄       | 石倉賢一   | 立田眞一          |
| 其之拾参   | 怪談海亡者     | 月村了衛   | しまづ聡行     | 山上了     | 斉藤和也          |
| 其之拾四   | 黄昏の巫女     | 月村了衛   | 寺東克己       | 吉田徹     | 中島美子          |
| 其之拾五   | 転校生異聞     | 月村了衛   | 坂田純一       | 原口浩     | 佐々木敦子        |
| 其之拾六   | 征子恋文篇     | 月村了衛   | 石踊宏         | 石踊宏     | 野田康行          |
| 其之拾七   | 志津歌風霜篇   | 月村了衛   | 吉田徹         | 吉田徹     | 中本尚子          |
| 其之拾八   | 昭和怪猫篇     | 月村了衛   | もりやまゆうじ | 福本潔     | 竹内進二          |
| 其之拾九   | 千佳奮起篇     | 月村了衛   | 福本潔         | 福本潔     | 吉本拓二          |
| 其之弐拾   | 岬原電網篇     | 月村了衛   | 寺東克己       | 原口浩     | 佐々木敦子        |
| 其之弐拾壱 | 鵺             | 月村了衛   | 坂田純一       | 吉田徹     | 中島美子          |
| 其之弐拾弐 | 終末序詞       | 月村了衛   | 吉田徹         | 吉田徹     | 中本尚子          |
| 其之弐拾参 | 審神者         | 月村了衛   | 石踊宏         | 石踊宏     | 野田康行          |
| 其之弐拾四 | 付喪神         | 月村了衛   | 坂田純一       | 福本潔     | 竹内進二          |
| 其之弐拾五 | 逆襲巫女委員会 | 月村了衛   | 森山雄治       | 森山雄治   | もりやまゆうじ    |
| 其之弐拾六 | 朝霧神話       | 月村了衛   | 森山雄治       | 吉田徹     | 中本尚子 中島美子 |

### CD
斉藤恒芳作曲のOSTは、「鈍色の因縁」などが『電脳コイル』を始めとする他作品に流用されていることも多い。
幽世（かくりよ）
OST。
- 1　追憶 ～朝霧の巫女～
- 2　夢雅
- 3　天楽悠揚
- 4　閑寂の刻
- 5　追憶 ～ギターVer.～
- 6　徴
- 7　神代烈日
- 8　春夢一夜
- 9　追憶 ～フルートVer.～
- 10 舫
- 11 秋の神話
- 12 憂悶
- 13 凶事
- 14 慟哭
- 15 邪
- 16 鈍色の因縁
- 17 神代復古序詞
- 18 幽冥
- 19 顕現
- 20 深淵
- 21 幽世
- 22 禍霊
- 23 炎立つ天は妖
- 24 襲撃
- 25 修羅
- 26 勇躍
- 27 朝霧神話

現世（うつしよ）
OST第2弾。
- 1　朝霧の巫女 テーマ
- 2　山峰
- 3　登校風景
- 4　学校生活
- 5　巫女委員会準備室
- 6　変事発生
- 7　喧噪
- 8　珍事
- 9　寄り道
- 10 緋袴繚乱
- 11 緋袴騒乱
- 12 偵察
- 13 学園のアイドル
- 14 コメディ
- 15 巫女候補生
- 16 霧の海
- 17 夢の残り香
- 18 離郷
- 19 再会
- 20 星のない夜
- 21 約束
- 22 約束の猫
- 23 朝霧の誘い
- 24 徴 ～ボーカルVer.～
- 25 朝霧の巫女 テーマ ～ビアニカVer.～
- 26 現世
- 27 友情
- 28 絆
- 29 黄昏の手鞠歌

朝霧の巫女 浪漫巫女委員会
イメージアルバム。キャラクターソング&ドラマCD。
- 1　朝霧幻想 ～登校前～
- 2　空とみんなと笑顔におはよう
- 3　抱擁目撃 ～登校時～
- 4　昼食妄言 ～午後から昼休み～
- 5　屋上恋話 ～午後～
- 6　妖怪調伏 ～放課後～
- 7　恋のステップ
- 8　逢瀬一睡 ～そして夜～
- 9　離れても

## 関連商品
清酒「朝霧の巫女」（販売終了）
広島県三次市にある白蘭酒造株式会社が、舞台になった都市の酒造メーカーであることから「朝霧の巫女」という清酒を限定販売した。ラベルに宇河弘樹によるイラスト（漫画の登場人物とは無関係? の巫女姿）が描かれた、著作権者公認商品である。広島市内の数店の酒屋で取り扱う以外に、巫女装束のウェイトレスで有名な『やすらぎ居酒屋「月天」』で飲むことができた。初期予約分には朝霧の巫女の限定絵葉書が付いていた。
「朝霧の巫女」ラベル限定ビール（販売終了）
同じく広島県三次市にあるベッケンビール（三次麦酒株式会社）が2005年7月末より販売していた。「物怪プロジェクト三次」との協同企画。三次市内酒販店、備北交通三次バスセンター売店など取扱。店頭販売価格は500円。初期予約分には6本に1枚生ラベルシールが付いていた。しかし、2009年7月12日に三次麦酒の一時休業に伴い、ベッケンビール店舗も休業。これにより、この地ビールの販売も終了となった。
泡雪三姉妹
稗田三姉妹の名前「倉子・柚子・珠」が、三次銘菓 泡雪（小倉・柚子・玉子味がある）に由来することに因み、三次銘菓 泡雪の箱絵を「朝霧の巫女」の絵にした商品。価格は12個入り（4個×3種）で860円で販売された。現在、朝霧の巫女パッケージ版は販売を終了している。
「稲生物怪物語」ポストカード
三次商工会議所が販売。中には物怪物語の絵葉書が4枚と「朝霧の巫女」登場人物がイラストされたオリジナルポストカードが4枚の計8枚入っている。価格は500円。備北交通三次バスセンター売店などで販売（2013年11月時点、同バスセンター売店での取扱いは終了した模様）。
巫女三姉妹のお守り
原作・アニメの舞台となった太歳神社にて授与されている。太歳神社をバックに稗田三姉妹がイラストされた台紙と、太歳神社の厄除け守りが同封されており、初穂料は500円。同神社は通常は無人だが、初穂料を賽銭箱に入れて受け取れるようになっている。また、正月3が日などのイベント時には神社に巫女も派遣されて、この守りを含めて大々的に授与される。
このほか、作者の夫人が経営する飲食店「卑弥呼蔵」のWeb通販にて、ポストカード、クリアファイル、タペストリーなどが販売されている。